# Moustafa Farroukh
Moustafa Farroukh (in arabo صطفى فروخ‎?; 1901 – 1957) è stato un pittore libanese. Durante la sua carriera, ricca di successi, Farroukh realizzò oltre 200 dipinti, molti dei quali sono stati acquistati da collezionisti, sia in Libano che nel resto del mondo. Inoltre, pubblicò anche cinque libri, inclusa la sua biografia.

## Carriera
Si formò come pittore a Roma e, nel 1927, si laureò presso l’Accademia Reale delle Belle Arti di Roma. Si trasferì a Parigi e proseguì gli studi, sotto la guida del maestro Paul Chabas, il presidente della Société des Artistes Français, e di molti altri artisti francesi.
Nel corso della sua prospera carriera, espose le sue opere in luoghi come Parigi, Venezia, New York e Beirut. Nel suo studio a Beirut, nel 1932, allestì una mostra permanente delle sue opere. Lavorò molto nella rappresentazione della vita di ogni giorno in Libano, con foto del paese, delle persone che lo abitano e delle sue tradizioni. All’inizio degli anni 30, viaggiò per la Spagna, dove apprezzò molto l’arte e l’architettura araba, le quali sono state sempre presenti nel suo tocco artistico. Realizzò diversi dipinti che mostrano l’influenza artistica del mondo arabo, in Spagna.
Farroukh divenne molto apprezzato come pittore nazionale libanese, in un momento in cui il paese stava affermando la propria indipendenza politica. La sua arte catturò lo spirito e il carattere del popolo libanese, per questo motivo che è stato riconosciuto come il migliore pittore libanese della sua generazione. La maggior parte dei suoi dipinti erano ritratti, luoghi simbolo o paesaggi della sua patria, il Libano. Insieme agli artisti, Omar Onsi (1901-1969),  César Gemayel (Qaisarr Jumayil) (1898-1958), Saliba Douaihy (Saliba Duwaihi) and Rachid Wehbi (Rachid Wahbah), Farroukh è considerato un pioniere, per aver gettato le basi di un nuovo movimento artistico moderno, in Libano. Questi artisti furono in grado di creare un’originalità e una libertà di espressione, mai viste fino ad allora, in Libano. Nel 1950, il suo nome fu scelto per essere inserito nella lista Benezit, la rinomata collezione d’arte bibliografica, riconosciuta a livello mondiale.
Farroukh scrisse anche cinque libri e insegnò arte alla Università americana di Beirut e tenne conferenze in varie accademie d’arte. Si unì al gruppo di filosofi, pensatori, uomini e donne della letteratura che insegnarono nei famosi raduni: "Al Nadwa" o "Le Cénacle Libanais".
Ne 1974, è stato ritratto su un francobollo di posta aerea libanese, in onore alla sua carriera.

## Mostre Collettive
- Arte dal Libano, Centro di esposizione di Beirut, 2012[2]
- De Lumière et de Sang, Fondazione Audi, Beirut, 2010[3]

## Riconoscimenti
- Ordine al merito (Libano) 1954
- Ordine nazionale del Cedro